# Bolos sobre hierba adaptado
Los bolos sobre hierba adaptado es un deporte derivado de los bolos sobre hierba, practicado por personas con discapacidad física, visual e intelectual. Está regulado por el Comité Paralímpico Internacional. Formó parte del programa paralímpico entre 1968 y 1996.